# Fisktjärnarna, Dalarna
Fisktjärnarna är en sjö i Mora kommun i Dalarna och ingår i Dalälvens huvudavrinningsområde.